# 102-мм корабельна гармата Mark 4"/50
102-мм корабельна гармата Mark 4"/50 (англ. 4-inch/50-caliber gun) — американська стандартна, швидкострільна корабельна гармата часів Першої та Другої світових війн. Уперше 4-inch/50-caliber gun була встановлена на американському моніторі «Арканзас» у 1898 році. Згодом набула широкого застосування на кораблях та підводних човнах у роки Першої світової та в 1920-ті роки. У часи Другої світової війни використовувалася як основна гармата на американських підводних човнах кількох проєктів.

## Кораблі, озброєні 102-мм корабельною гарматою Mark 4"/50
| - Монітори типу «Арканзас» - Ескадрені міноносці типу «Кессін» - Ескадрені міноносці типу «О'Браєн» - Ескадрені міноносці типу «Айлвін» - Ескадрені міноносці типу «Такер» - Ескадрені міноносці типу «Семпсон» | - Ескадрені міноносці типу «Колдвелл» - Ескадрені міноносці типу «Клемсон» - Ескадрені міноносці типу «Вікс» - S (тип підводних човнів США) - Підводні човни типу «Балао» - USS Dolphin (SS-169) | - переозброєні чисельні ПЧ, зокрема «Салмон», «Сідрагон», «Гато», «Сілверсайдс», «Робало» - Сторожові кораблі типу «Ігл» - USS Captor (PYc-40) - USS Miantonomah (CMc-5) - USS Sacramento (PG-19) - USS Plymouth (PG-57) |

## Зброя схожа за ТТХ та часом застосування
- 102-мм корабельна гармата QF 4 inch Mk I – III
- 102-мм корабельна гармата QF 4 inch Mk V
- 102-мм корабельна гармата Mk IV, XII, XXII
- 105-мм корабельна гармата SK L/35
- 105-мм корабельна гармата SK L/45
- 105-мм корабельна гармата SK L/40
- / 100-мм корабельна гармата OTO Mod. 1924/1927/1928
- 102-мм корабельна гармата 102/35 Mod. 1914
- 102-мм корабельна гармата 102/45
- / 102 мм гармата Обухівського заводу
- 102-мм корабельна гармата (Б-2)
- 100-мм корабельна гармата 100 mm Modèle 1891
- 100-мм корабельна гармата 100 mm/45 Model 1930
- 105-мм корабельна гармата 4"/40
- 105-мм корабельна гармата 4″/50